# Meriola foraminosa
Espèce
Synonymes
- Trachelas foraminosus Keyserling, 1891

Meriola foraminosa est une espèce d'araignées aranéomorphes de la famille des Trachelidae.

## Distribution
Cette espèce se rencontre au Chili, en Argentine, au Brésil, en Bolivie, au Pérou et au Venezuela.

## Description
Le mâle décrit par Platnick et Ewing en 1995 mesure 6,28 mm et la femelle 4,17 mm.

## Systématique et taxinomie
Cette espèce a été décrite sous le protonyme Trachelas foraminosus par Keyserling en 1891. Elle est placée dans le genre Meriola par Platnick et Ewing en 1995.

## Publication originale
- Keyserling, 1891 : Die Spinnen Amerikas. Brasilianische Spinnen. Nürnberg, vol. 3, p. 1-278 (texte intégral).